# The Head Cat
A The Head Cat (vagy Headcat) amerikai rockabilly supergroup, 1999-ben alakult.

## Története
A zenekart Lemmy (Motörhead), Slim Jim Phantom (Stray Cats) és Danny B. Harvey (The Rockats, Lonesome Spurs) alkotják. Az együttes neve a Motörhead és a Stray Cats nevek összevonásából származik. Mivel angolul a "head" szó "fő", "főnök" jelentéssel is bír, így az együttes neve "fő macskát" vagy "főnök macskát" jelent. A zenekar akkor alakult, amikor a zenészek egy 1999-es Elvis Presley tribute albumon együtt játszottak. Első nagylemezük 2006-ban jelent meg. Lemmy 2015-ben elhunyt, így a Morbid Angel korábbi frontembere, David Vincent vette át a helyét.

## Tagok
- David Vincent – basszusgitár, ének
- Slim Jim Phantom – dob, ütős hangszerek, ének
- Danny B. Harvey – nagybőgő, gitár, billentyűk

## Korábbi tagok
- Lemmy Kilmister – ének, gitár, basszusgitár, harmonika

## Diszkográfia
- Fool's Paradise (2006)
- Walk the Walk...Talk the Talk (2011)
- Fools Paradise + Rockin at Cat Club (válogatáslemez, 2011)